# Euphorbia cooperi
Euphorbia cooperi är en törelväxtart som beskrevs av Nicholas Edward Brown och Alwin Berger. Euphorbia cooperi ingår i släktet törlar, och familjen törelväxter.

## Underarter
Arten delas in i följande underarter:
- E. c. calidicola
- E. c. cooperi
- E. c. ussanguensis

## Bildgalleri

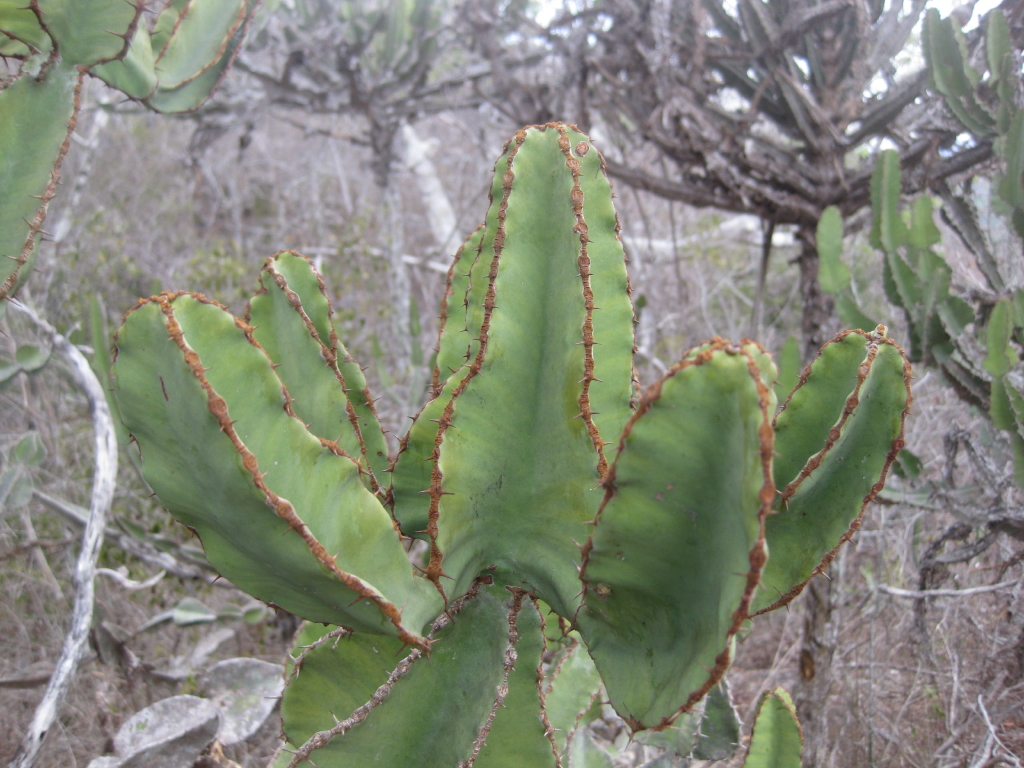
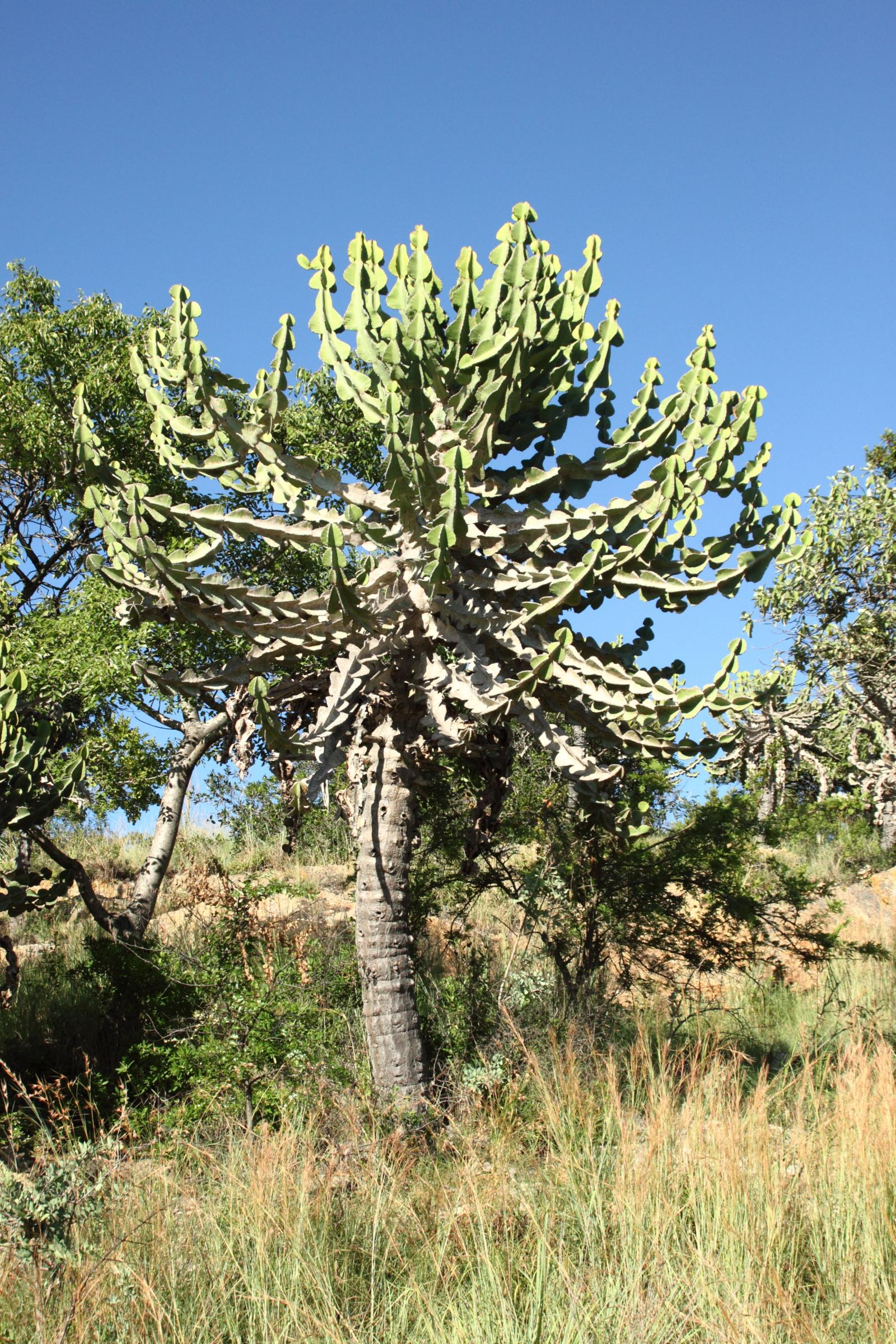
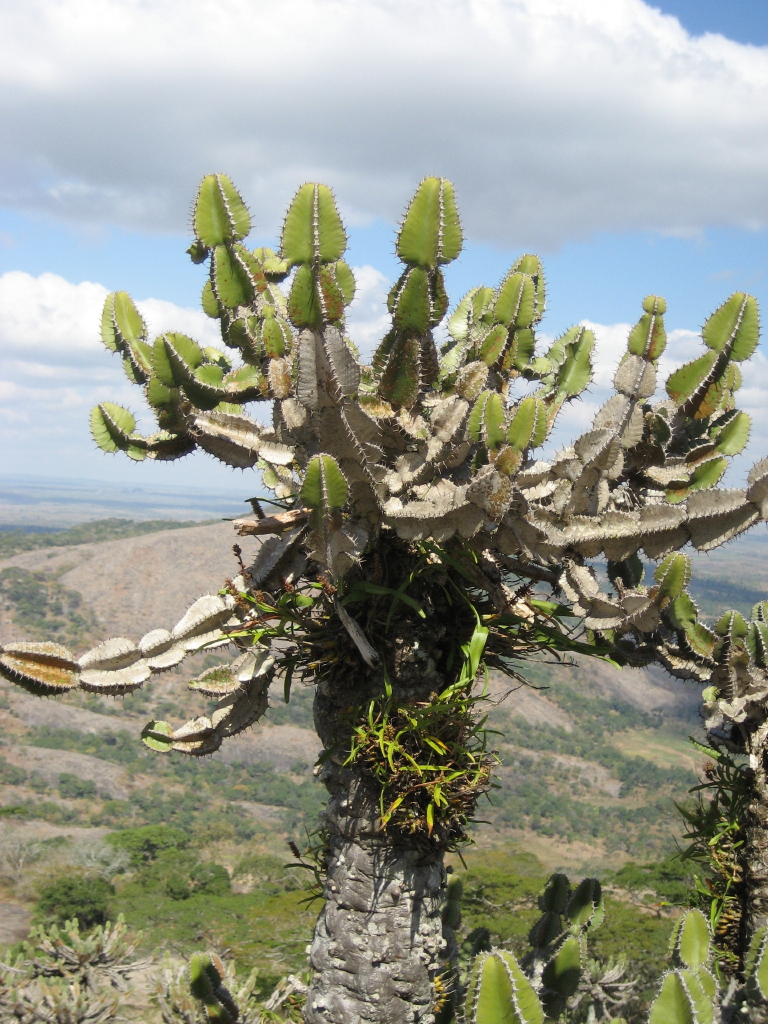
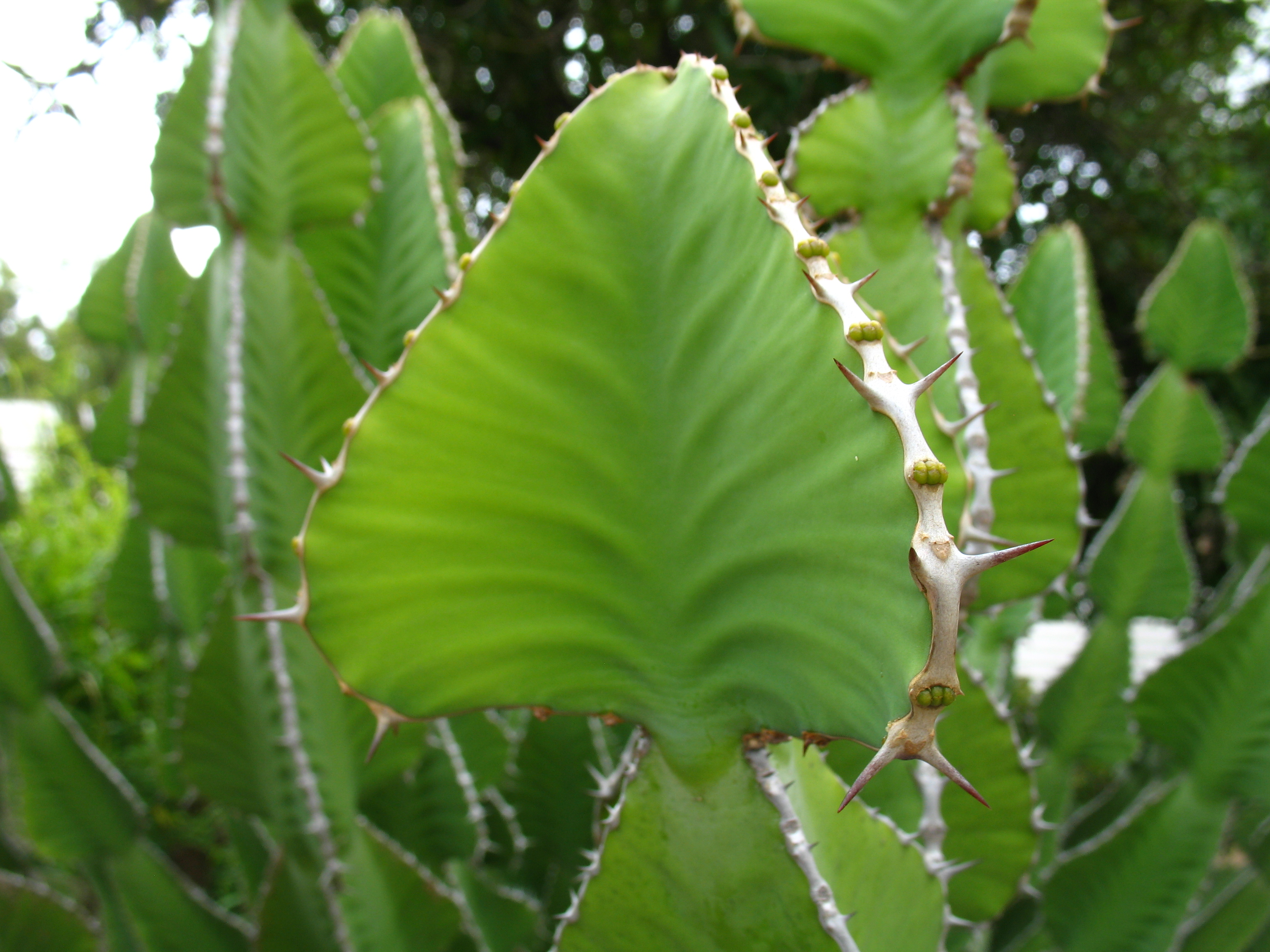
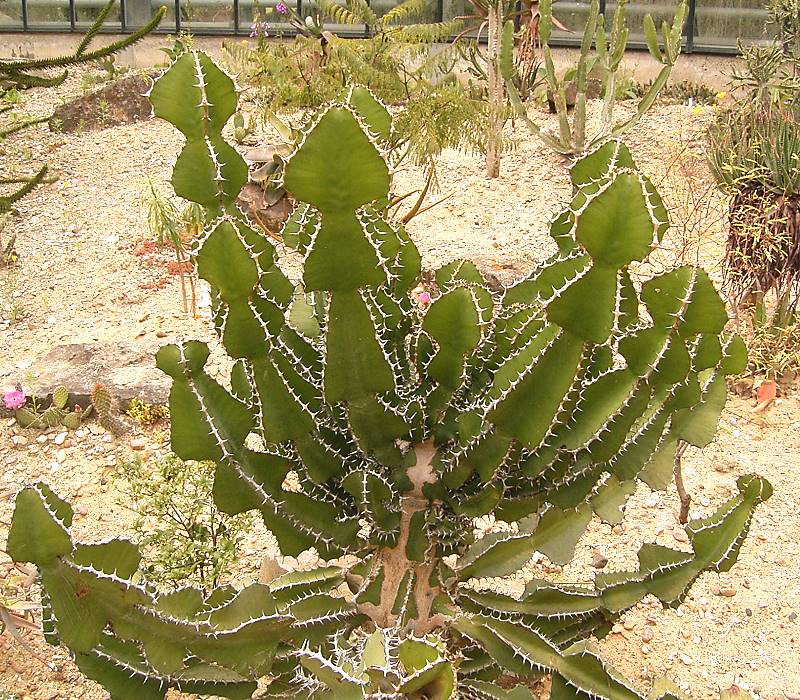
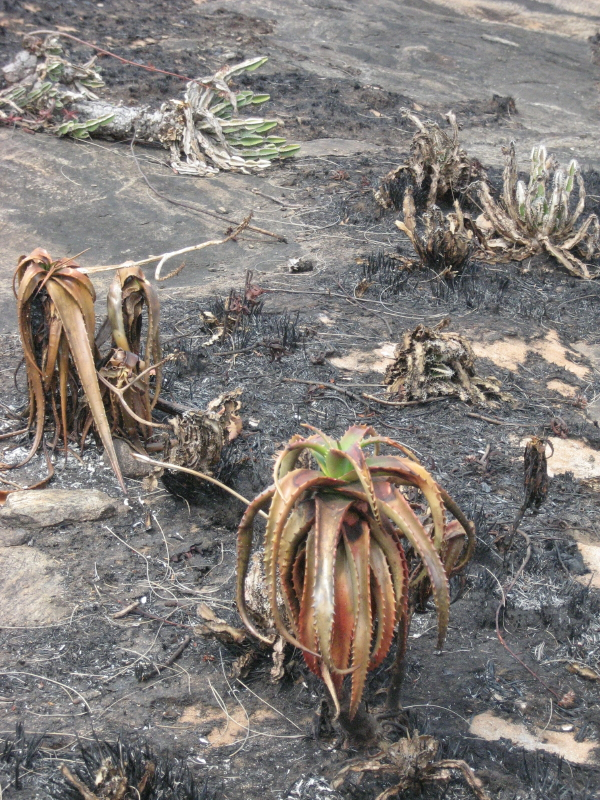